# 伊拉克里·巴格拉季昂-穆赫拉涅利
伊拉克里·巴格拉季昂-穆赫拉涅利（格鲁吉亚文：ირაკლი ბაგრატიონ-მუხრანელი，拉丁文字转写：Irakli Bagration-Muxraneli，1909年3月21日—1977年11月30日），格鲁吉亚巴格拉季昂尼王朝卡特利系穆赫拉涅利（Muxraneli）亲王家族族长。1957年自称格鲁吉亚王室家族首领。

## 生平
伊拉克里是穆赫拉涅利亲王家族族长吉奥尔基（1884年-1957年）的独子，母为波兰贵族伊莲妮·兹洛特尼茨基。1909年生于当时属于沙皇俄国的第比利斯。十月革命后的1918年他的祖父亚历山大被布尔什维克杀害。1921年格鲁吉亚并入苏联后，伊拉克里一家被迫流亡。
伊拉克里在德国完成学业，1930年代侨居意大利。1939年，他创立了格鲁吉亚鹰勋章。1942年，伊拉克里与流亡欧洲的格鲁吉亚人在德国组建了格鲁吉亚传统主义者联盟。该政党谋求格鲁吉亚从苏联独立，并在格鲁吉亚建立君主立宪制政体。1944年伊拉克里与父亲及家人定居西班牙。
1957年伊拉克里的父亲去世，伊拉克里成为穆赫拉涅利亲王家族族长。由于卡特利系穆赫拉涅利支是巴格拉季昂尼王朝的长系，他宣布自己为格鲁吉亚王室家族首领，称“殿下”，王号伊拉克里三世。与卡赫齐系的彼得二世争夺格鲁吉亚王位的继承权。
伊拉克里于1977年在马德里去世。1994年葬于格鲁吉亚姆茨赫塔的斯维第茨霍维利大教堂（სვეტიცხოვლის საკათედრო ტაძარი）。
伊拉克里的妹妹莱昂妮德嫁给了罗曼诺夫王朝最后一位大公弗拉基米尔·基里洛维奇大公。她们的女儿就是现今的俄罗斯女大公玛利亚·弗拉基米洛夫娜女大公。

## 婚姻与子女
伊拉克里结婚四次，有二子一女：
- 第一任妻子玛丽亚·别拉耶夫，没有子嗣。
- 1940年6月20日与意大利贵族玛丽亚·安东妮艾塔·帕斯奎妮·迪·科斯塔菲奥里塔女伯爵（Maria Antonietta née Pasquini dei Conti di Costafiorita，1911年4月26日—1944年2月22日）在罗马结婚，有一子：
  - 长子吉奥尔基（გიორგი，1944年2月22日—2008年1月16日），西班牙名：豪尔赫·德·巴格拉季昂（Jorge de Bagration），西班牙赛车手。父亲去世后为格鲁吉亚王室家族首领，并于1991年得到格鲁吉亚政府和议会的认可。
- 1946年8月29日娶西班牙公主玛丽亚·德·拉斯·梅赛德斯（全名：María de las Mercedes Teresa Maria de la Paz Ferdinanda Adalberta Cristina Antonia Isidra Raimunda Josefa Jesusa Fausta omnes sancti Francisca Borgias de Baviera y de Borbón，1911年10月3日—1953年9月11日）为第三任妻子。玛丽亚·梅赛德斯是西班牙国王阿方索十二世的外孙女，父亲是巴伐利亚王子斐迪南。伊拉克里与玛丽亚·梅赛德斯有一子一女：
  - 长女玛丽亚姆（მარიამ，1947年6月27日—），西班牙名：玛丽亚· 维多利亚·塔马拉·伊莲娜·安东妮艾塔·帕斯（Maria Victoria Tamara Elena Antoinetta Paz），结婚两次，没有子嗣；
  - 次子巴格拉特（ბაგრატ，1949年1月12日—），1976年与西班牙人玛丽亚·德尔·卡门·乌洛阿（Maria del Carmen Ulloa y Suelves）结婚，有一子一女。
- 1961年10月19日与卡尔萨尼女侯爵玛丽亚·德尔·皮拉·帕斯卡尔-罗伊戈（María del Pilar Pascual y Roig, Marquesa de Carsani）结婚，没有子嗣。玛丽亚·德尔·皮拉于1994年去世。

## 祖辈
伊拉克里的祖辈详见下表：
| 格鲁吉亚的伊拉克里亲王 | 父亲： 吉奥尔基·巴格拉季昂-穆赫拉涅利亲王 | 祖父： 亚历山大·巴格拉季昂-穆赫拉涅利亲王 | 祖父之父： 伊拉克里·巴格拉季昂-穆赫拉涅利亲王     |
| 格鲁吉亚的伊拉克里亲王 | 父亲： 吉奥尔基·巴格拉季昂-穆赫拉涅利亲王 | 祖父： 亚历山大·巴格拉季昂-穆赫拉涅利亲王 | 祖父之母： 凯塔万·姆哈戈尔杰利-阿尔古塔什维利公主 |
| 格鲁吉亚的伊拉克里亲王 | 父亲： 吉奥尔基·巴格拉季昂-穆赫拉涅利亲王 | 祖母： 玛丽亚·季米特里耶芙娜·戈洛瓦切夫   | 祖母之父： 季米特里·扎哈洛维奇·戈洛瓦切夫         |
| 格鲁吉亚的伊拉克里亲王 | 父亲： 吉奥尔基·巴格拉季昂-穆赫拉涅利亲王 | 祖母： 玛丽亚·季米特里耶芙娜·戈洛瓦切夫   | 祖母之母： 莱昂尼达·伊戈尔洛芙娜·冯·黑森          |
| 格鲁吉亚的伊拉克里亲王 | 母亲： 伊莲妮·兹洛特尼茨基                | 外祖父： 齐格蒙特·切斯瓦夫·兹洛特尼茨基   | 外祖父之父： 德米特里·兹洛特尼茨基                |
| 格鲁吉亚的伊拉克里亲王 | 母亲： 伊莲妮·兹洛特尼茨基                | 外祖父： 齐格蒙特·切斯瓦夫·兹洛特尼茨基   | 外祖父之母： 采莱斯蒂娜·特尔泽扎克                |
| 格鲁吉亚的伊拉克里亲王 | 母亲： 伊莲妮·兹洛特尼茨基                | 外祖母： 玛丽亚·埃里斯托夫公主            | 外祖母之父： 伊利兹巴尔·埃里斯托夫亲王            |
| 格鲁吉亚的伊拉克里亲王 | 母亲： 伊莲妮·兹洛特尼茨基                | 外祖母： 玛丽亚·埃里斯托夫公主            | 外祖母之母： 凯瑟琳·埃里斯托夫亲王夫人            |